# Белградський університет
Белградський університет (серб. Универзитет у Београду) — найбільший і найстарший вищий навчальний заклад Сербії, заснований в 1808 році в Белграді.

## Структура
Університет має 31 факультет: архітектури, біології, спеціальної освіти і реабілітації, економіки, спорту та фізичного виховання, досліджень в області безпеки, організаційних наук, політичних наук, фізичної хімії, фармації, філології, філософії, фізики, географії, цивільного будівництва, хімії, машинобудування, математики, медицини, сільського господарства, права, гірничо-геологічна академія, транспортного машинобудування, стоматології та лісового господарства, технології та металургії, православного богослов'я, підготовки вчителів, ветеринарної медицини, технічних наук і електротехніки. У ньому навчається понад 90 000 студентів, викладають 4 289 викладачів.
Крім факультетів Белградський університет відомий бібліотекою «Свєтозар Маркович», науково-дослідними інститутами і центрами, серед яких Інститут ядерних наук «Винча», Електротехнічний інститут «Нікола Тесла», Інститут імені Михайла Пупина, інститут ботаніки і ботанічний сад «Євремовац».

## Випускники
- Зоран Джинджич — прем'єр-міністр Сербії
- Срджан Асан Керім — голова Генеральної Асамблеї ООН
- Кіро Глігоров — перший президент Республіки Македонія
- Данило Кіш — відомий сербський письменник
- Владо Малеський — македонський прозаїк
- Мілорад Павич — відомий сербський письменник, автор «Хозарського словника»
- Меша Селімович — югославський боснійський письменник
- Марґіта Стефанович — югославська та сербська піаністка
- Борис Тадич — президент Сербії
- Мірко Цветкович — прем'єр-міністр Сербії
- Патріарх Сербської православної церкви Іриней
- Раде Булатович — сербський дипломат. Посол в Києві
- Йован Скерлич — сербський літературознавець, критик
- Сенютович-Бережний Вячеслав — український історик
- Гойко Мітіч — актор
- Ратко Янев — фізик-ядерник, член Македонської академії наук і мистецтв, дипломат[7]
- Драґана Кршенкович Бркович — чорногорська письменниця
- Бранка Рауніґ — боснійська вчена-археолог, дослідниця доісторичної епохи та музейна кураторка.
- Сташа Зайович — чорногорська феміністка, пацифістка та публіцистка.
- Федір Гербут — сербський фізик-теоретик